# Globochthonius satapliaensis
Espèce
Synonymes
- Chthonius satapliaensis

Globochthonius satapliaensis est une espèce de pseudoscorpions de la famille des Chthoniidae.

## Distribution
Cette espèce est endémique d'Iméréthie en Géorgie,. Elle se rencontre dans les grottes de Sataplia, Datvis, Melouri, de Prométhée et Shvilobisa.

## Description
Les mâles mesurent de 1,5 à 1,6 mm et les femelles de 1,5 à 1,8 mm.

## Systématique et taxinomie
Cette espèce a été décrite sous le protonyme Chthonius satapliaensis par Schawaller et Dashdamirov en 1988. Elle est placée dans le genre Globochthonius par Zaragoza, Novák, Gardini, Maghradze et Barjadze en 2021.

## Étymologie
Son nom d'espèce, composé de sataplia et du suffixe latin -ensis, « qui vit dans, qui habite », lui a été donné en référence au lieu de sa découverte, les grottes de Sataplia.

## Publication originale
- Schawaller & Dashdamirov, 1988 : « Pseudoskorpione aus dem Kaukasus, Teil 2 (Arachnida). » Stuttgarter Beiträge zur Naturkunde, sér. A, vol. 415, p. 1-51 (texte intégral).